# Nigel Lamb

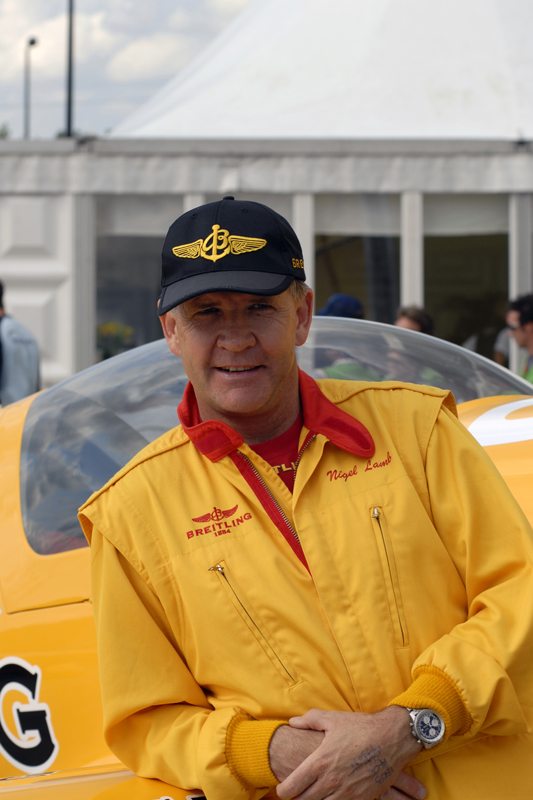
Nigel Lamb in 2007

Nigel Lamb (Zuid-Rhodesië, 17 augustus 1956) is een Brits piloot die in 2005 debuteerde in de Red Bull Air Race World Series tijdens de Britse race in Longleat. In dat seizoen nam hij aan slechts drie races deel. In 2014 werd hij kampioen in deze klasse. Hij vliegt nu in een MXS-racevliegtuig, gefabriceerd door Composites Universal Group.
Zijn beste resultaat in de Red Bull Air Race is een overwinning in Maleisië in 2014, het jaar waarin hij tevens wereldkampioen werd.
Lamb is getrouwd met de succesvolle kunstvlieger Hilary en samen hebben zij drie zoons, genaamd Max, Daniel en Ben.